# Europamästerskapen i rodd 2025
Europamästerskapen i rodd 2025 hölls mellan den 29 maj och 1 juni 2025 i Plovdiv i Bulgarien. Det var den 82:a upplagan av europamästerskapen i rodd.

## Medaljörer

### Herrar
| Gren                     | Guld | Guld    | Silver | Silver  | Brons | Brons                                     |
| Singelsculler (M1x)      | Jaŭhenij Zalaty Individuella neutrala idrottare (AIN) | 6.41,09 | Stefanos Ntouskos Grekland | 6.44,90 | Mihai Chiruță Rumänien | 6.45,80                                   |
| Dubbelsculler (M2x)      | Polen Mirosław Ziętarski Mateusz Biskup | 6.02,93 | Rumänien Andrei Cornea Marian Enache | 6.03,87 | Irland Fintan McCarthy Konan Pazzaia | 6.05,48                                   |
| Scullerfyra (M4x)        | Storbritannien Cedol Dafydd Callum Dixon Matt Haywood Rory Harris                                                                                                  | 5.35,02 | Nederländerna Mats van Sabben Lucas Keijzer Simon van Dorp Gert-Jan van Doorn                                                                                         | 5.36,70 | Polen Dominik Czaja Piotr Płomiński Jakub Woźniak Konrad Domański | 5.36,76                                   |
| Tvåa utan styrman (M2–)  | Rumänien Florin Arteni Florin Lehaci | 6.11,57 | Italien Nunzio Di Colandrea Giovanni Codato | 6.15,06 | Spanien Jaime Canalejo Javier Garcia | 6.16,72                                   |
| Fyra utan styrman (M4–)  | Rumänien Ștefan Berariu Sergiu Bejan Andrei Mândrilă Ciprian Tudosă                                                                                                | 5.48,27 | Kroatien Patrik Lončarić Anton Lončarić Martin Sinković Valent Sinković                                                                                               | 5.49,78 | Frankrike Armand Pfister Nikola Kolarevic Valentin Onfroy Téo Rayet | 5.52,18                                   |
| Åtta med styrman (M8+)   | Storbritannien William Stewart Matthew Rowe Miles Beeson Fergus Woolnough David Bewicke-Copley Sam Nunn Matthew Aldridge Archie Drummond William Denegri (styrman) | 5.21,22 | Nederländerna Lennart van Lierop Jorn Salverda Eli Brouwer Olav Molenaar Wibout Rustenburg Guillaume Krommenhoek Jan van der Bij Mick Makker Jonna de Vries (styrman) | 5.21,46 | Italien Davide Comini Salvatore Monfrecola Francesco Pallozzi Alfonso Scalzone Giovanni Abagnale Alessandro Gardino Nunzio Di Colandrea Giovanni Codato Alessandra Faella (styrman) | 5.24,00                                   |
| Lättvikt                 | |         | |         | |                                           |
| Singelsculler (LM1x)     | Fabio Kress Tyskland | 6.51,24 | Halil Kaan Köroğlu Turkiet | 6.51,63 | Mikita Karnejeŭ Individuella neutrala idrottare (AIN) | 7.00,23                                   |
| Dubbelsculler (LM2x)     | Tyskland Joachim Agne Finn Wolter | 6.25,53 | Österrike Elias Hautsch Mathias Mair | 6.35,50 | Ingen medaljör endast två startande båtar | Ingen medaljör endast två startande båtar |
| Tvåa utan styrman (LM2–) | Tyskland Maximilian Aigner Alexander Aigner | 6.54,71 | Georgien Davit Lasjkareisjvili Giorgi Kanteladze | 6.59,12 | Moldavien Nichita Naumciuc Dmitrii Zincenco | 7.03,99                                   |
| Pararodd                 | |         | |         | |                                           |
| Singelsculler (PR1 M1x)  | Benjamin Pritchard Storbritannien | 8.40,38 | Roman Poljanskyj Ukraina | 8.51,93 | Giacomo Perini Italien | 8.55,96                                   |

### Damer
| Gren                    | Guld | Guld    | Silver | Silver   | Brons | Brons    |
| Singelsculler (W1x)     | Storbritannien Lauren Henry | 7.17,80 | Irland Fiona Murtagh | 7.21,11  | Danmark Frida Sanggaard Nielsen | 7.23,57  |
| Dubbelsculler (W2x)     | Nederländerna Roos de Jong Tessa Dullemans | 6.48,83 | Grekland Dimitra Kontou Zoi Fitsiou | 6.49,11  | Rumänien Andrada-Maria Moroșanu Mariana-Laura Dumitru | 6.51,96  |
| Scullerfyra (W4x)       | Storbritannien Sarah McKay Lola Anderson Cameron Nyland Rebecca Wilde                                                                                     | 6.11,00 | Tyskland Sarah Wibberenz Frauke Hundeling Lisa Gutfleisch Pia Greiten                                                                                             | 6.12,62  | Nederländerna Lisa Bruijnincx Lisanne van der Lelij Margot Leeuwenburgh Willemijn Mulder                                                                     | 6.14,02  |
| Tvåa utan styrman (W2–) | Rumänien Maria-Magdalena Rusu Simona Radiș | 6.49,18 | Italien Laura Meriano Alice Codato | 6.52,54  | Storbritannien Eleanor Brinkhoff Megan Slabbert | 6.55,47  |
| Fyra utan styrman (W4–) | Nederländerna Nika Vos Linn van Aanholt Ymkje Clevering Tinka Offereins                                                                                   | 6.19,60 | Rumänien Nicoleta-Ancuța Bodnar Maria Lehaci Adriana Adam Amalia Bereș                                                                                            | 6.21,50  | Storbritannien Daisy Bellamy Lauren Irwin Martha Birtles Heidi Long                                                                                          | 6.26,28  |
| Åtta med styrman (W8+)  | Storbritannien Eleanor Brinkhoff Daisy Bellamy Amelia Standing Juliette Perry Lauren Irwin Martha Birtles Heidi Long Megan Slabbert Jack Tottem (styrman) | 6.02,34 | Nederländerna Linn van Aanholt Nika Johanna Vos Claire de Kok Ilse Kolkman Hermine Drenth Vera Sneijders Ymkje Clevering Tinka Offereins Dieuwke Fetter (styrman) | 6.04,05  | Italien Clara Guerra Elisa Mondelli Stefania Gobbi Giorgia Pelacchi Silvia Terrazzi Kiri English-Hawke Laura Meriano Alice Codato Emanuele Capponi (styrman) | 6.07,13  |
| Lättvikt                | |         | |          | |          |
| Singelsculler (LW1x)    | Lara Tiefenthaler Österrike | 7.29,38 | Maia Lund Norge | 7.31,73  | Marija Zjovner Individuella neutrala idrottare (AIN) | 7.31,76  |
| Pararodd                | |         | |          | |          |
| Singelsculler (PR1 W1x) | Anna Sjeremet Ukraina | 9.56,60 | Eva Mol Nederländerna | 10.33.77 | Claire Ghiringhelli Schweiz | 10.39,18 |

### Mixade grenar i pararodd
| Gren                      | Guld                                   | Guld    | Silver                                       | Silver  | Brons                                   | Brons   |
| Dubbelsculler (PR2 Mix2x) | Tyskland Jasmina Bier Paul Umbach      | 8.04,35 | Ukraina Anna Aisanova Iaroslav Koiuda        | 8.06,93 | Israel Shahar Milfelder Saleh Shahin    | 8.10,00 |
| Dubbelsculler (PR3 Mix2x) | Tyskland Valentin Luz Kathrin Marchand | 6.57,41 | Storbritannien Samuel Murray Annabel Caddick | 7.03,54 | Ukraina Dariia Kotyk Stanislav Samoliuk | 7.13,13 |

## Medaljtabell
*   Värdland ( Bulgarien)
| Nr                   | Nation                                | Guld | Silver | Brons | Totalt |
| -------------------- | ------------------------------------- | ---- | ------ | ----- | ------ |
| 1                    | Storbritannien                        | 6    | 1      | 2     | 9      |
| 2                    | Tyskland                              | 5    | 1      | 0     | 6      |
| 3                    | Rumänien                              | 3    | 2      | 2     | 7      |
| 4                    | Nederländerna                         | 2    | 4      | 1     | 7      |
| 5                    | Ukraina                               | 1    | 2      | 1     | 4      |
| 6                    | Österrike                             | 1    | 1      | 0     | 2      |
| –                    | Individuella neutrala idrottare (AIN) | 1    | 0      | 2     | 3      |
| 7                    | Polen                                 | 1    | 0      | 1     | 2      |
| 8                    | Italien                               | 0    | 2      | 3     | 5      |
| 9                    | Grekland                              | 0    | 2      | 0     | 2      |
| 10                   | Irland                                | 0    | 1      | 1     | 2      |
| 11                   | Georgien                              | 0    | 1      | 0     | 1      |
| 11                   | Kroatien                              | 0    | 1      | 0     | 1      |
| 11                   | Norge                                 | 0    | 1      | 0     | 1      |
| 11                   | Turkiet                               | 0    | 1      | 0     | 1      |
| 15                   | Danmark                               | 0    | 0      | 1     | 1      |
| 15                   | Frankrike                             | 0    | 0      | 1     | 1      |
| 15                   | Israel                                | 0    | 0      | 1     | 1      |
| 15                   | Moldavien                             | 0    | 0      | 1     | 1      |
| 15                   | Schweiz                               | 0    | 0      | 1     | 1      |
| 15                   | Spanien                               | 0    | 0      | 1     | 1      |
| Totalt (20 nationer) | Totalt (20 nationer)                  | 20   | 20     | 19    | 59     |